# Salute (singolo Little Mix)
Salute è un singolo del girl group britannico Little Mix, pubblicato nel 2014 ed estratto dall'album omonimo. Il video conta 146 milioni di visualizzazioni.

## Tracce
- EP digitale

1. Salute (Single Version) – 3:07
2. Salute (TroyBoi Remix)
3. Salute (Anakyn Remix)
4. Move (acoustic)
5. Who's Lovin' You (a cappella)
6. Salute (Single Version) (Instrumental) – 3:08

## Video musicale
Il videoclip della canzone è stato diretto da Colin Tilley e pubblicato su YouTube il 2 maggio 2014. Attualmente il video pubblicato su youtube ha raggiunto le 123.000.000 visualizzazioni.

## Classifiche
| Classifica (2014) | Posizione massima |
| ----------------- | ----------------- |
| Regno Unito       | 6                 |